# Sakesphorus
Sakesphorus is een geslacht van vogels uit de familie Thamnophilidae (miervogels). Het geslacht telt twee soorten:
- Sakesphorus canadensis  –  Zwartkuifmierklauwier
- Sakesphorus luctuosus  –  Rouwmierklauwier